# Синенькие (Саратовский район)
Синенькие — село в Саратовском районе Саратовской области России. С апреля 2021 года входит в состав городского округа Саратова.

## Название
Второе название (на рубеже XIX и XX веков) Рождественское — по названию церкви, когда-то располагавшейся в селе.
Существует несколько версий происхождения современного названия населённого пункта. Первые обращают внимание, что в давние времена в селе делали фальшивые деньги — купюры синего цвета. Есть версия, что одно время в селе, приехавшие из Пензенской земли, ломовские крестьяне занимались крашением холстов в синий цвет. Третьи заявляют, что название произошло от Синей речки, некогда протекающей вблизи села. Бытует мнение, что во времена бурлаков в селе на берегу Волги располагались ларьки синего цвета и ставни прибрежных домов жители красили в синий цвет, а так как в селе бурлаки отдыхали, то они старались быстрее добраться до «синеньких».
Если посмотреть с Волги на село, то голубое небо, отражаясь в воде, создаёт прибрежную синь, горизонт за селом — синий, холмы у воды от опоки фосфоритов обрисованы синью, даже отдельные отроги, спускающиеся вниз к селу, тоже оттесняются синевой.

## История
Археологами установлено, что в этих местах были древнейшие поселения, относящиеся к периоду бронзы (III—II тысячелетия до новой эры).
Некоторые артефакты, подтверждают, что в этом крае селились булгары, создавшие самостоятельное государство — Волжскую Булгарию в IX—XIII веках.
Село основано в конце XVI века. В конце XVIII—XIX веков являлось владением князя Виктора Павловича Кочубея (1768—1834) — русского государственного деятеля и дипломата. Рядом с Синенькими была деревня Синенькие Выселки (Исеевка), на земле которой жили крестьяне господина Буковского. Это, в основном, были старообрядцы, занимавшиеся рыболовством.
В «замечаниях по Саратовскому уезду», отмечается, что в селе «церковь деревянная ветхая 1711 года». В 1849 году была выстроена новая Христорождественская церковь. В 1859 году здесь открылась земская школа. По понедельникам, каждую неделю, устраивались базары, где продавались хлеб, овощи, скот. В 1878 году случился большой пожар, сгорел 31 двор.
Во второй половине XIX века Синенькие были волостным селом Саратовской губернии Саратовского уезда. По данным 1913 года на территории села была одна православная церковь, три единоверческие церкви, церковная школа, земское начальное народное училище, больница и базар. В волость входили деревни: Бабановка, Исеевка, Большая и Малая Несветаевка, Пудовкино, Крутец, Широкий Буерак, Формосово и хутора: Беленький, Славкино, Мордовский хутор, Тархов, Болонкин и Мещанский. Перед революцией в село было 14 ветряных и две паровых мельницы.
Осенью 1917 года был создан Совет крестьянских депутатов. В июне 1918 года в селе возник первый в уезде комитет бедноты. Весной 1928 года и в 1929 году стали возникать небольшие колхозы: «Хлебороб», «Заря», «Стальной конь». Позже образовалось три колхоза; в Бабановке — «Страна Советов», в Синеньких на «откупной» стороне — «Завет Ильича», на «барской» стороне — «2-я Пятилетка». В этих местах в середине 20-х годов, были открыты Саратовские фосфорные рудники. В конце 1950-х рудники были закрыты из-за невозможности добычи фосфоритов карьерным способом, так как залежи пошли на значительной глубине.
В 1922 году была построена деревянная школа, которая сгорела во время войны. Здание современной школы выстроено в 1987 году.

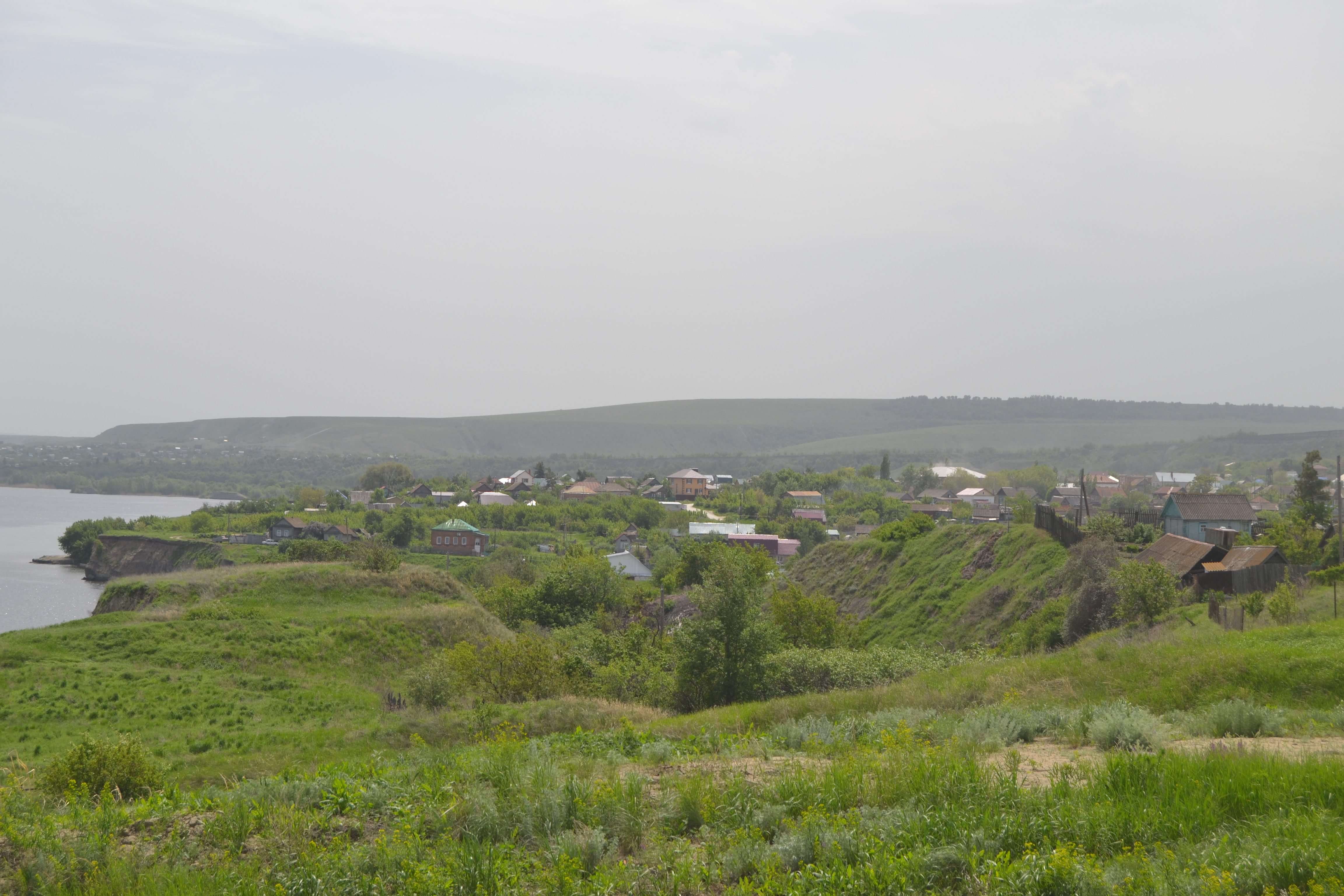
Волжские виды села

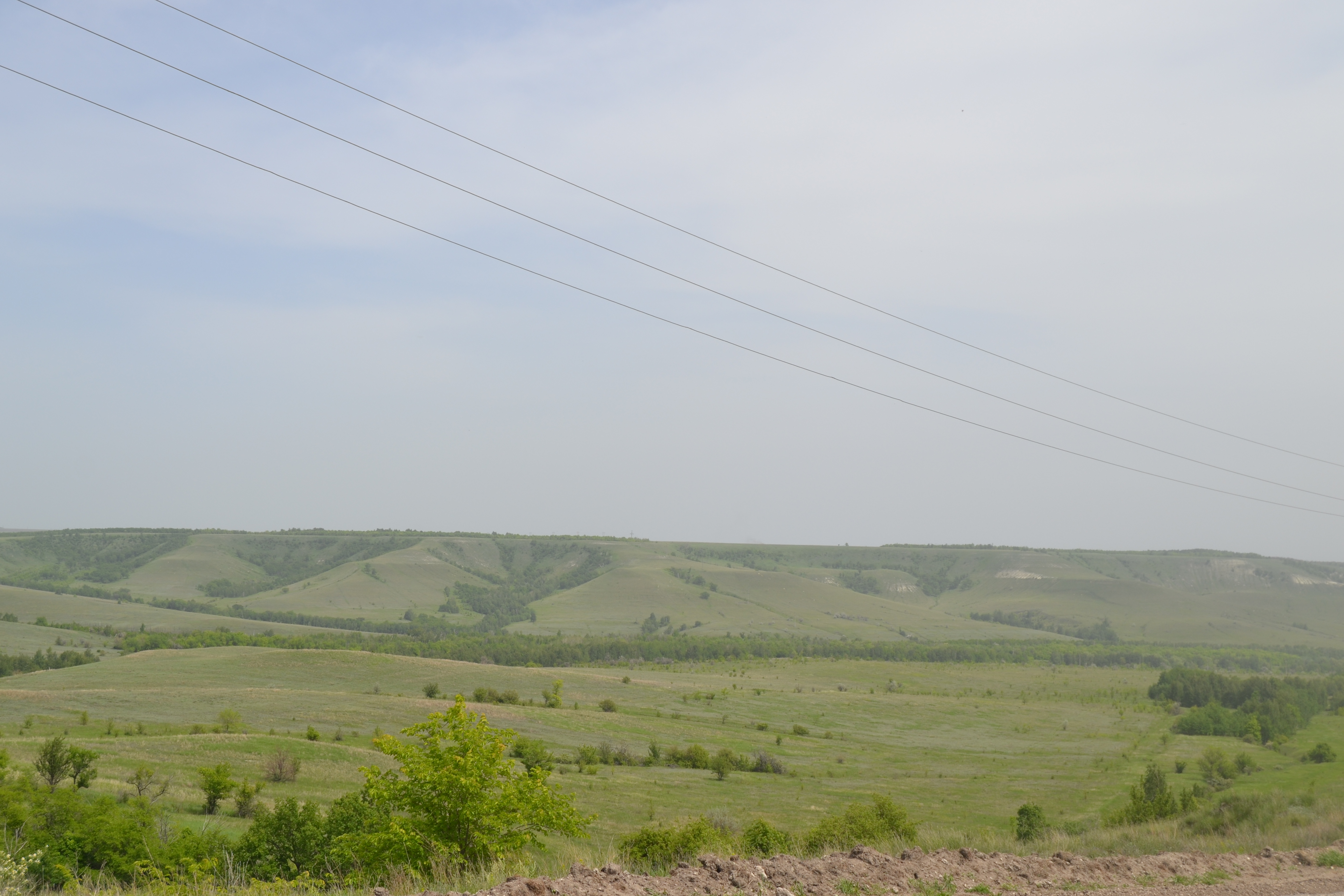
Окрестности села

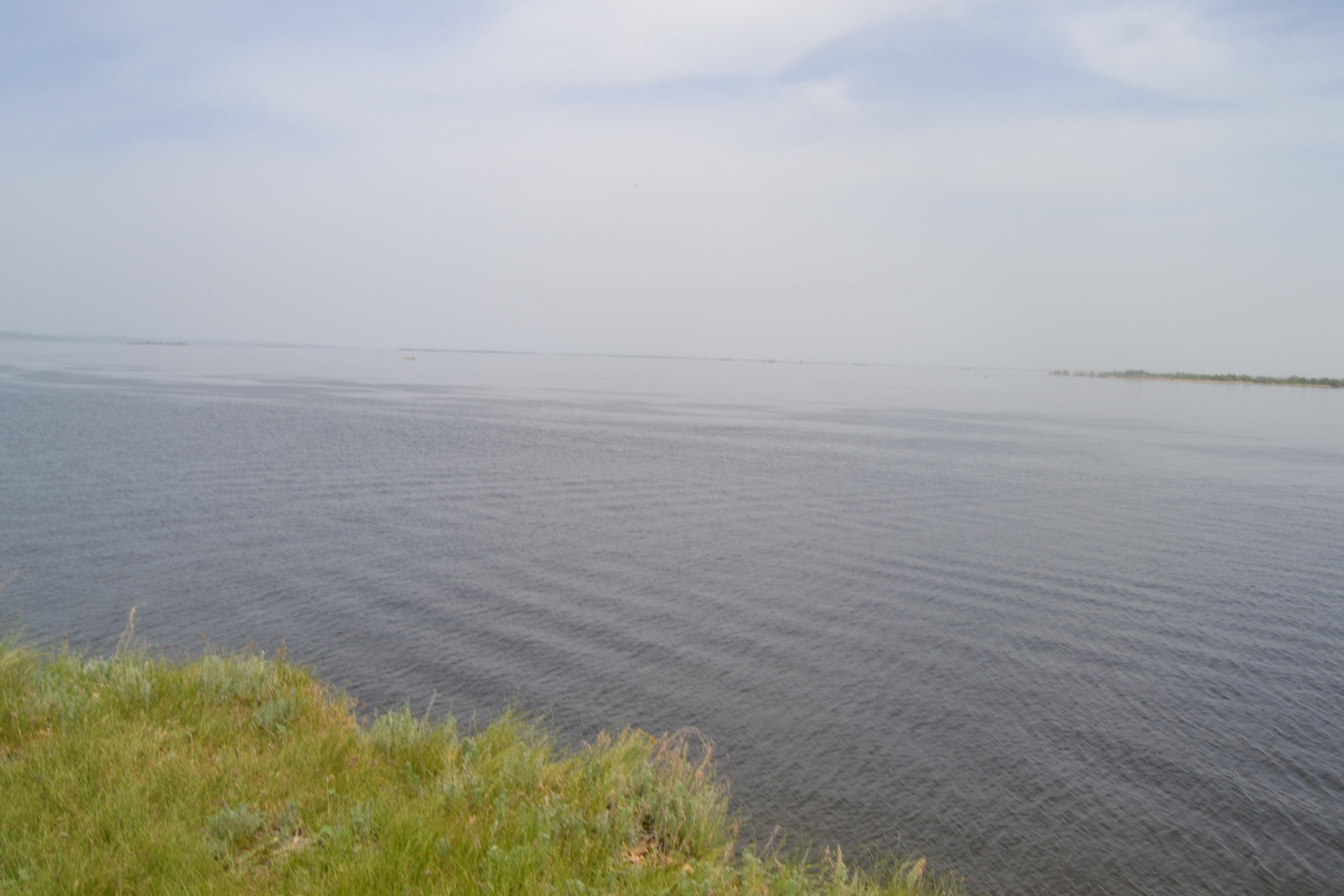
Вид на Волгу

## Физико-географическая характеристика
Расположено село на юге Саратовского района, в живописной местности, в долине между высокими холмами правого берега Волги . Расстояние до областного центра составляет 40 км. С административным центром региона село связано автодорогой с твёрдым покрытием. Налажено автобусное сообщение.
Климат
Климат в селе умеренно холодный. Наблюдается большое количество осадков, даже в самый засушливый месяц (согласно классификации климатов Кёппена — Dfa). Среднегодовая температура в Синеньких — 6,6 °C. Среднегодовая норма осадков — 412 мм. Наименьшее количество осадков выпадает в марте и составляет 22 мм. Наибольшее количество осадков выпадает в июне, в среднем 43 мм.
| Показатель                            | Янв. | Фев. | Март | Апр. | Май  | Июнь | Июль | Авг. | Сен. | Окт. | Нояб. | Дек. | Год |
| ------------------------------------- | ---- | ---- | ---- | ---- | ---- | ---- | ---- | ---- | ---- | ---- | ----- | ---- | --- |
| Средняя температура, °C               | −10  | −9,7 | −3,7 | 8,3  | 16,1 | 20,5 | 22,4 | 20,9 | 14,8 | 6,8  | −1,2  | −6,5 | 6,6 |
| Норма осадков, мм                     | 35   | 24   | 22   | 25   | 35   | 43   | 42   | 42   | 39   | 31   | 39    | 35   | 412 |
| Источник: Синенькие (норма 1982-2012) |      |      |      |      |      |      |      |      |      |      |       |      |     |

Село Синенькие, как и вся Саратовская область, находится в часовой зоне МСК+1. Смещение применяемого времени относительно UTC составляет +4:00.
Уличная сеть
В Синеньких расположены шестнадцать улиц. Также к населённому пункту относятся территории двадцати семи садовых некоммерческих товарищества.

## Население
| 2002 | 2010  |
| ---- | ----- |
| 1192 | ↘1187 |

На 1 января 2020 года в селе проживали 1116 человек.
По национальному составу население отмечается:
| Национальность | Численность (чел.) | Процентное соотношение |
| -------------- | ------------------ | ---------------------- |
| Русские        | 1031               | 92,4 %                 |
| Корейцы        | 24                 | 2,1 %                  |
| Немцы          | 14                 | 1,2 %                  |
| Казахи         | 8                  | 0,7 %                  |
| Татары         | 7                  | 0,6 %                  |
| Марийцы        | 5                  | 0,4 %                  |
| Грузины        | 5                  | 0,4 %                  |
| Другие         | 22                 | 2 %                    |
| Всего          | 1116               | 100 %                  |

## Инфраструктура
На территории населённого пункта свою деятельность осуществляют:
- общеобразовательная школа[10],
- детский сад «Берёзка»,
- дом досуга,
- филиал Детской школы искусств № 1[11],
- библиотека, книжный фонд которой составляет 11042 экземпляра, оформлена подписка на 28 наименований периодических изданий. Пользуются учреждением 500 человек. Старейшая библиотека в Саратовском районе, учреждена во второй половине XIX века. Работает клуб «Волжский сад»[12];
- врачебная амбулатория[13].

В селе работают семь предприятий розничной торговли, одно почтовое отделение, одно отделение Сбербанка и аптека. Село газифицировано, имеется центральный водопровод и четыре водонасосные станции, одна котельная.
Вблизи села Синенькие свою работу ведут несколько крестьянско-фермерских хозяйства. Занимаются возделыванием земельных угодий, растениеводством.

## Полезные ископаемые
На правом берегу Волги возле села Синенькие добывают фосфориты, применяемые для производства удобрений.

## Достопримечательности
- На территории населённого пункта установлен мемориальный комплекс погибшим воинам в годы Великой Отечественной войны.
- В селе Синенькие сооружена стела в память о погибших воинах-моряках в годы войны.
- Приход в честь Рождества Христова с. Синенькие Саратовского района. Ведутся строительные работы по переобустройству отдельно стоящего здания в храм.
- Имеется действующее старообрядческое кладбище[16].
- В окрестностях села находится пруд для отдыха, разведения и ловли рыбы.

## Транспорт
В Синенькие можно добраться на маршруте общественного транспорта 283 со Стадиона «Волга». Время поездки составит 1 час 25 минут.

## Известные люди
В селе родились:
- Караулов Василий Иванович (1915—1955) — Герой Советского Союза;
- Сарафанов Геннадий Васильевич (1942—2005) — лётчик-космонавт СССР, Герой Советского Союза;
- Кузнецов, Глеб Александрович (1924—1973) — подполковник Советской Армии, военный дирижёр, заслуженный деятель искусств Украинской ССР;
- Артём "fakepunk" Зелёный (2005) и Егор "Suckulich" Рабонин (2005) — музыкальные исполнители, бывшие солисты хип-хоп группы ВСБ[18].

## Фотогалерея

### Село на фотографиях

Виды села
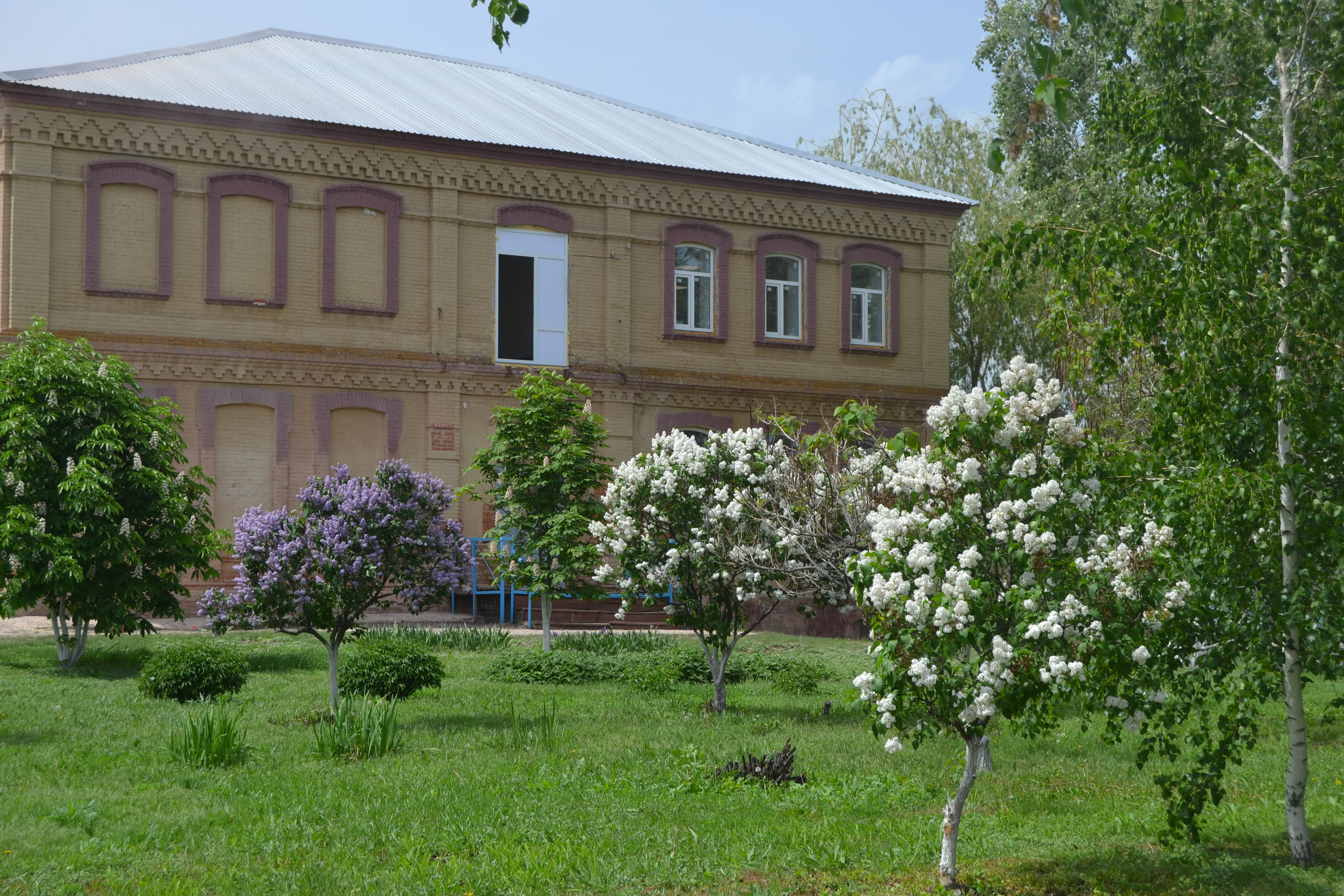
Здание культурного центра
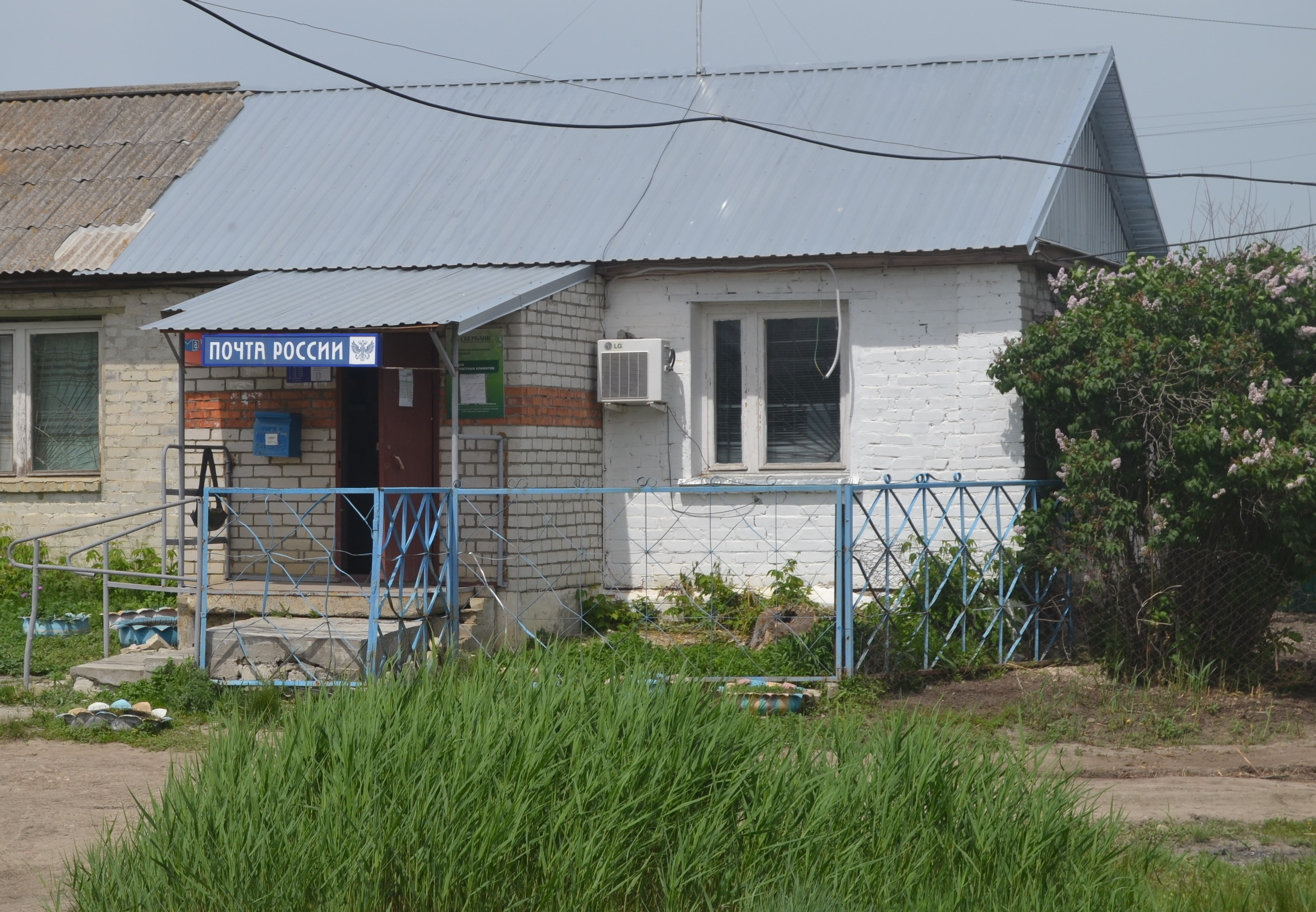
Здание почты
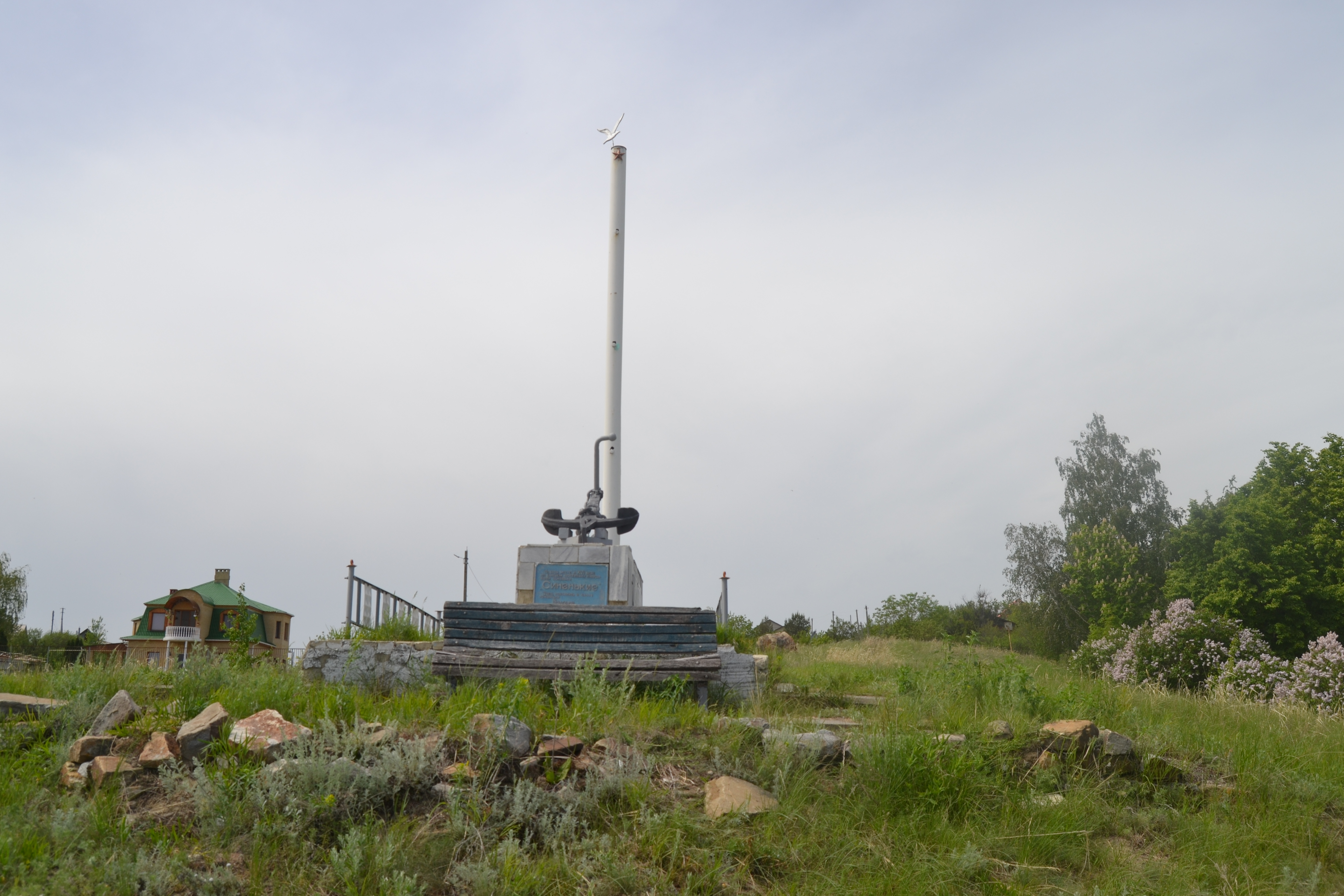
Памятник Волгарям
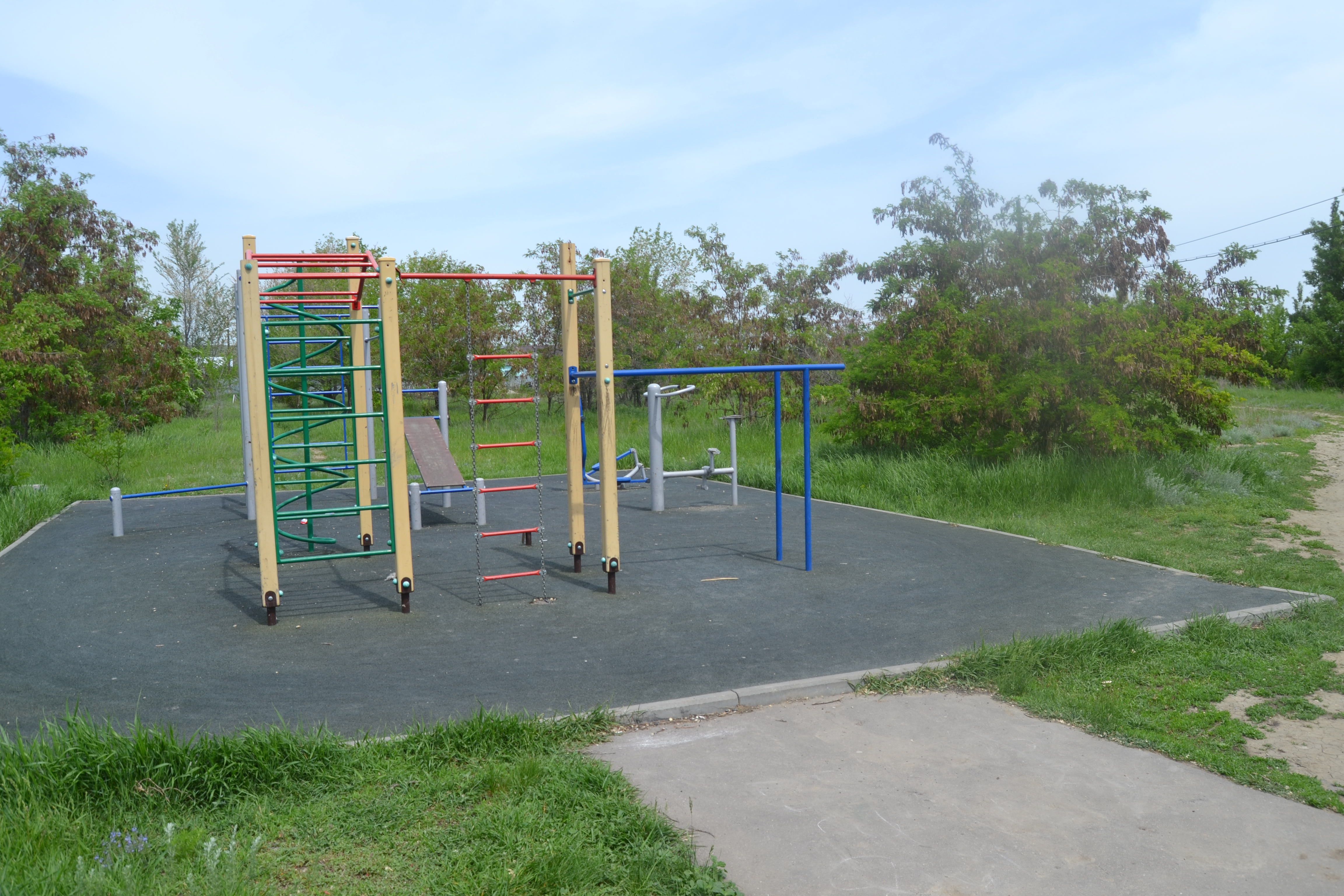
Спортгородок
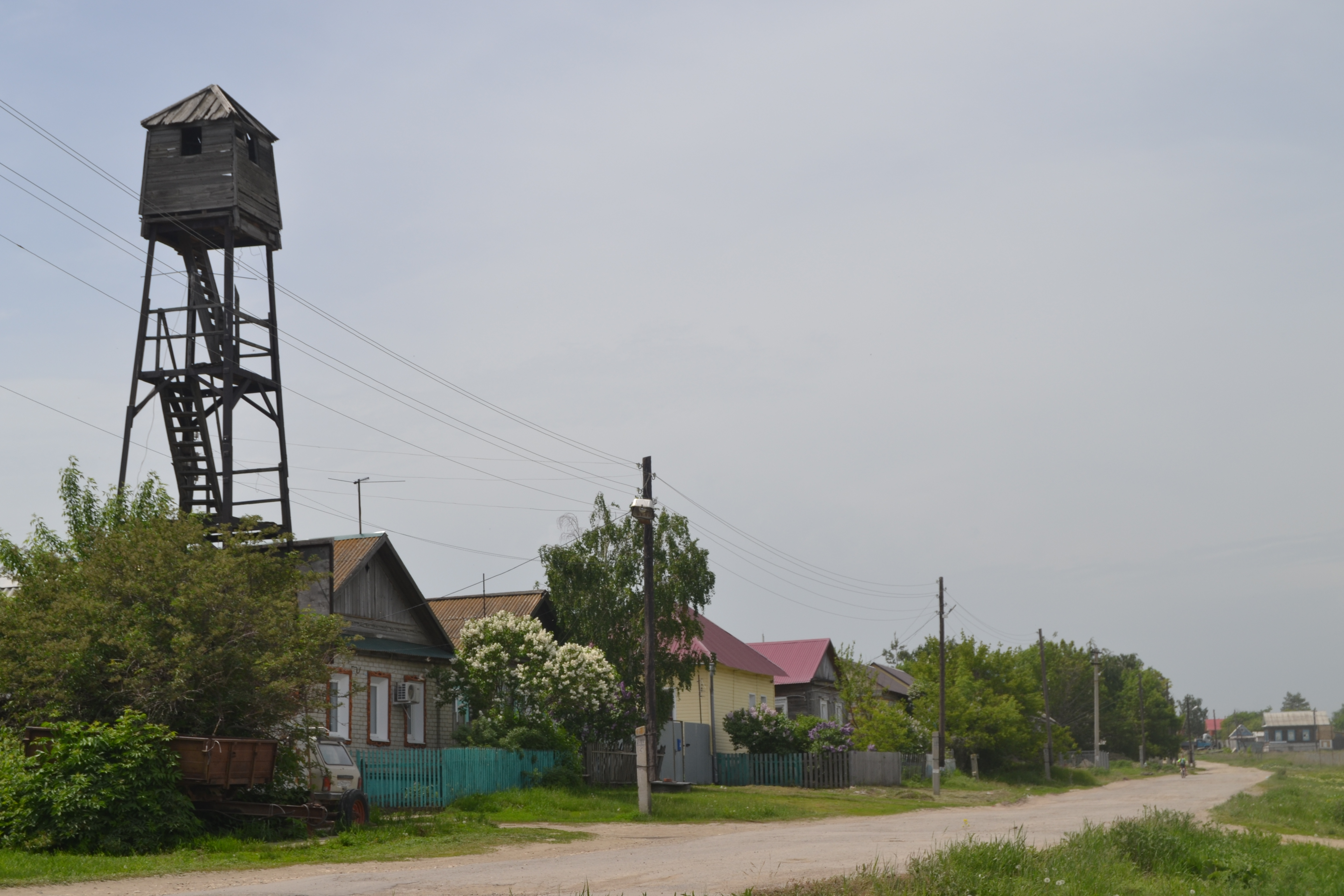
Улица Советская

### Мемориальный комплекс

Мемориальный комплекс села
Памятник Солдату-освободителю

### Школа села

Школа села
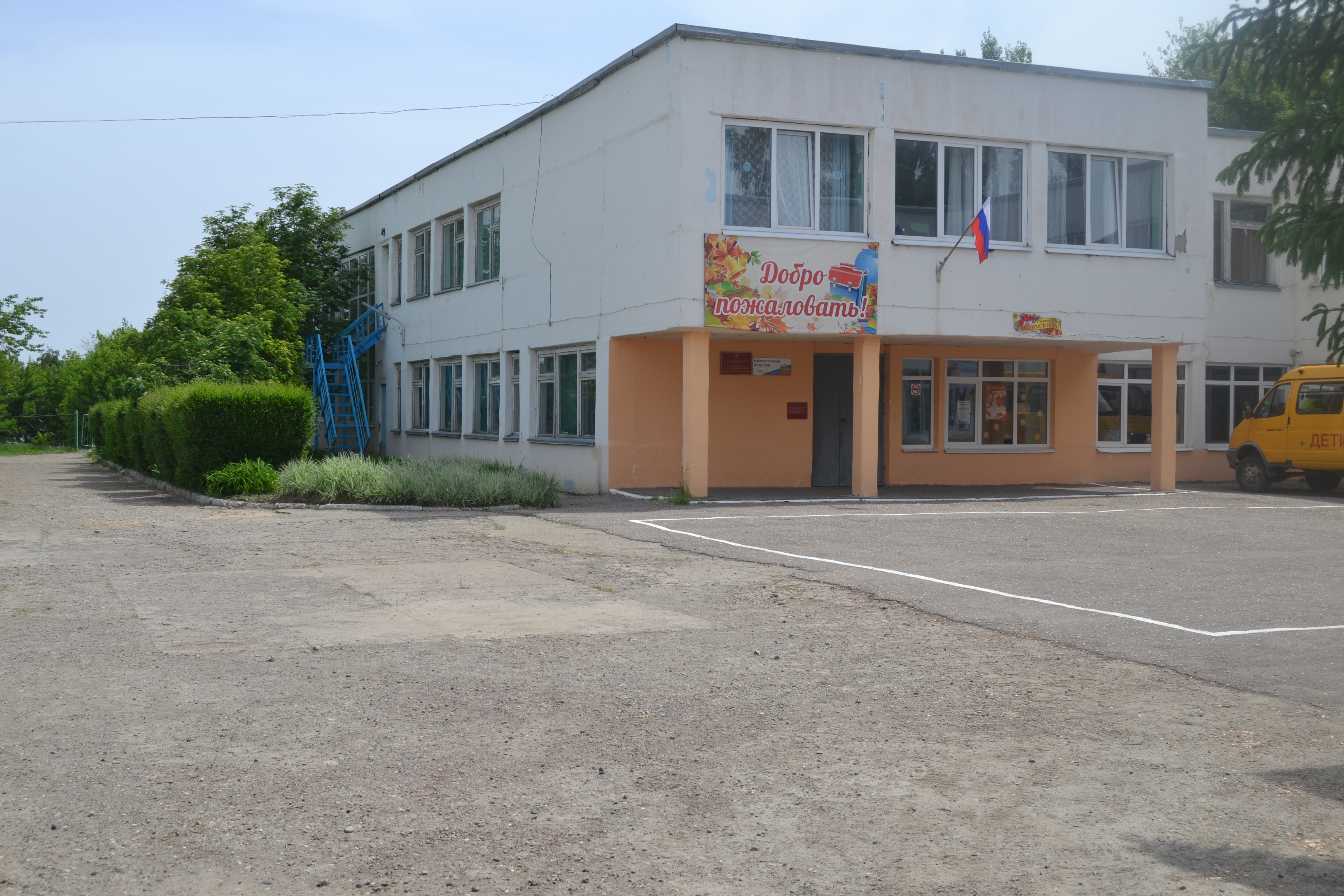
Здание школы
Бюст космонавта Сарафанова Г.В.
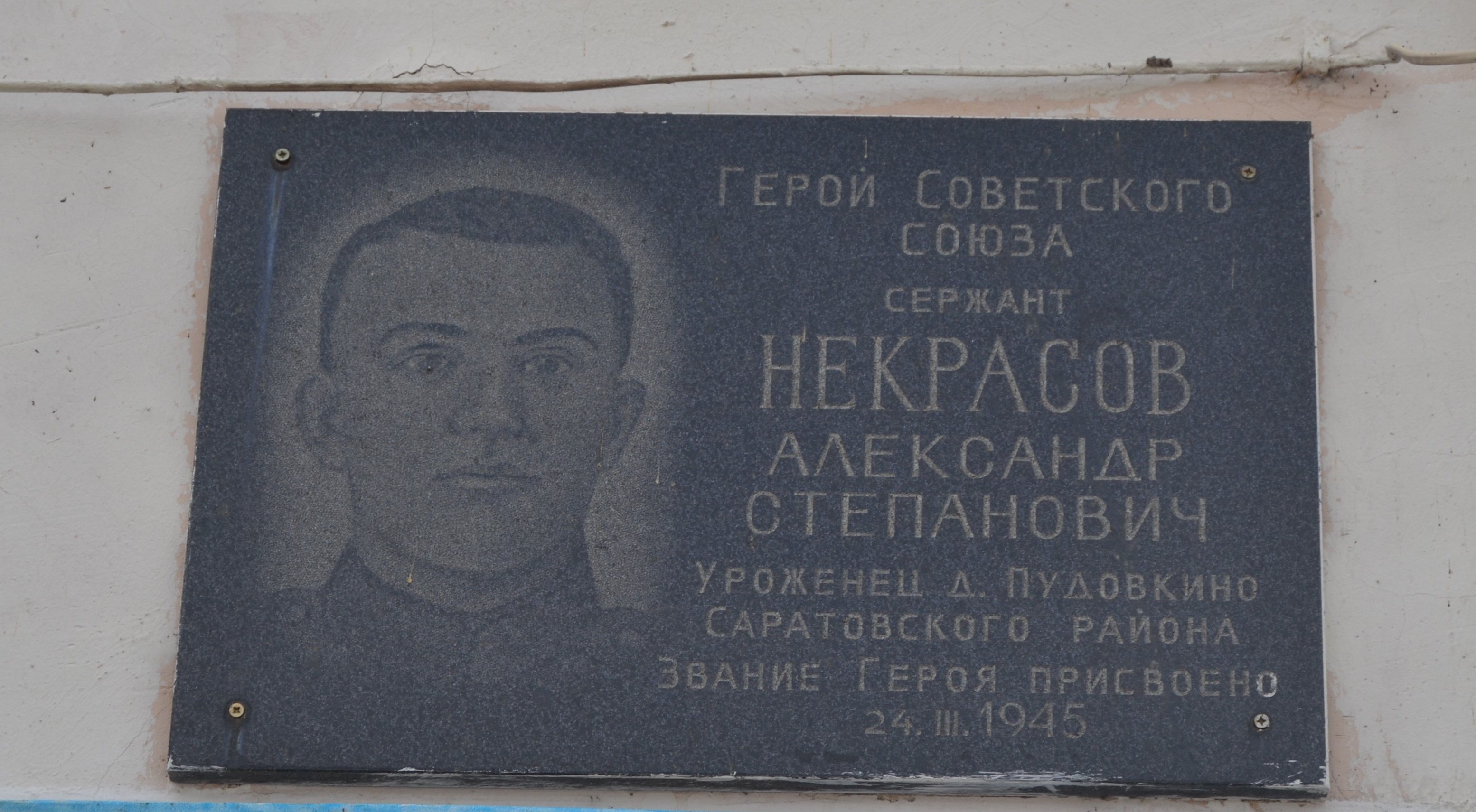
Мемориальная доска Герою Некрасову А.С.
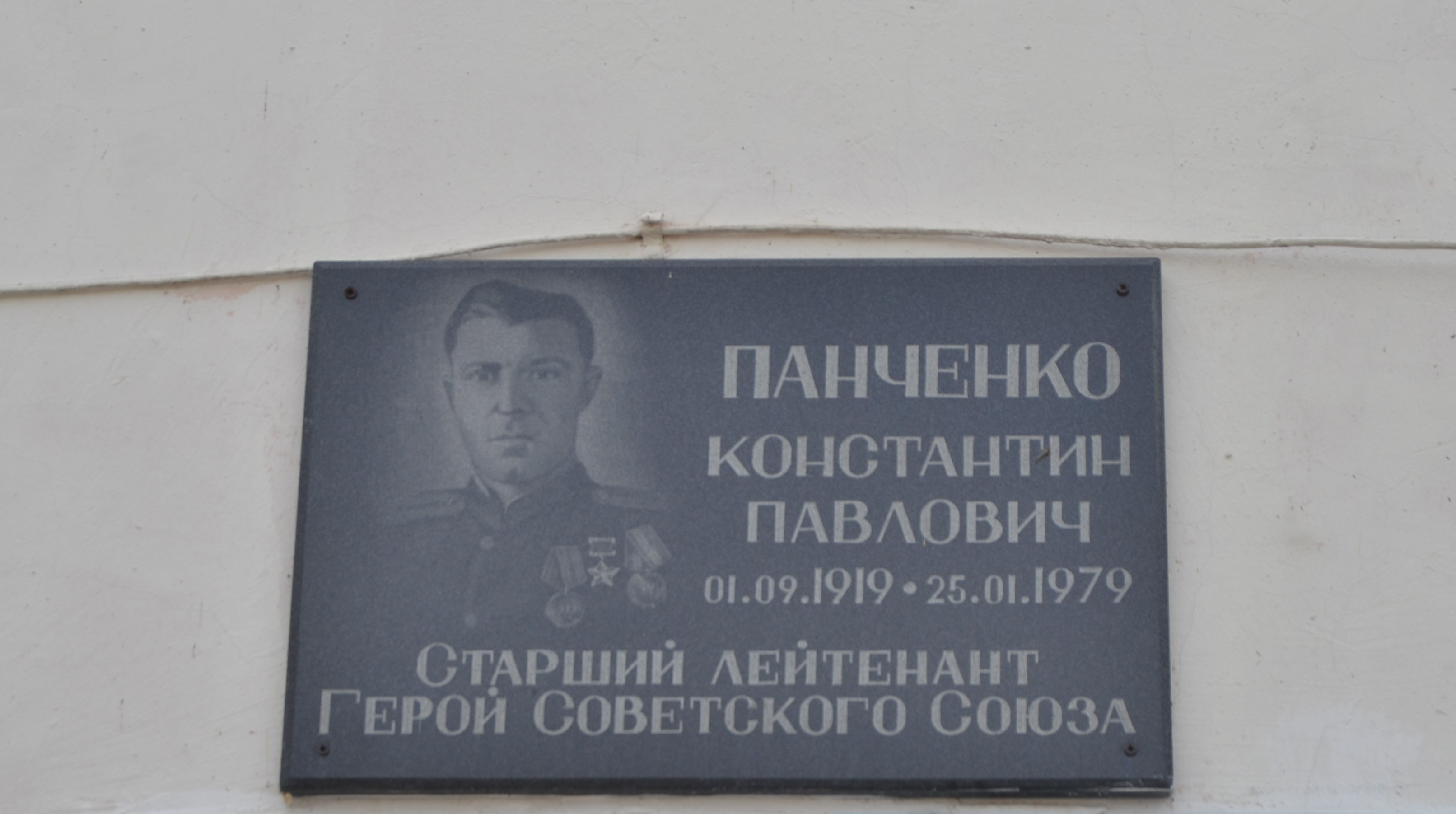
Мемориальная доска Герою Панченко К.П.
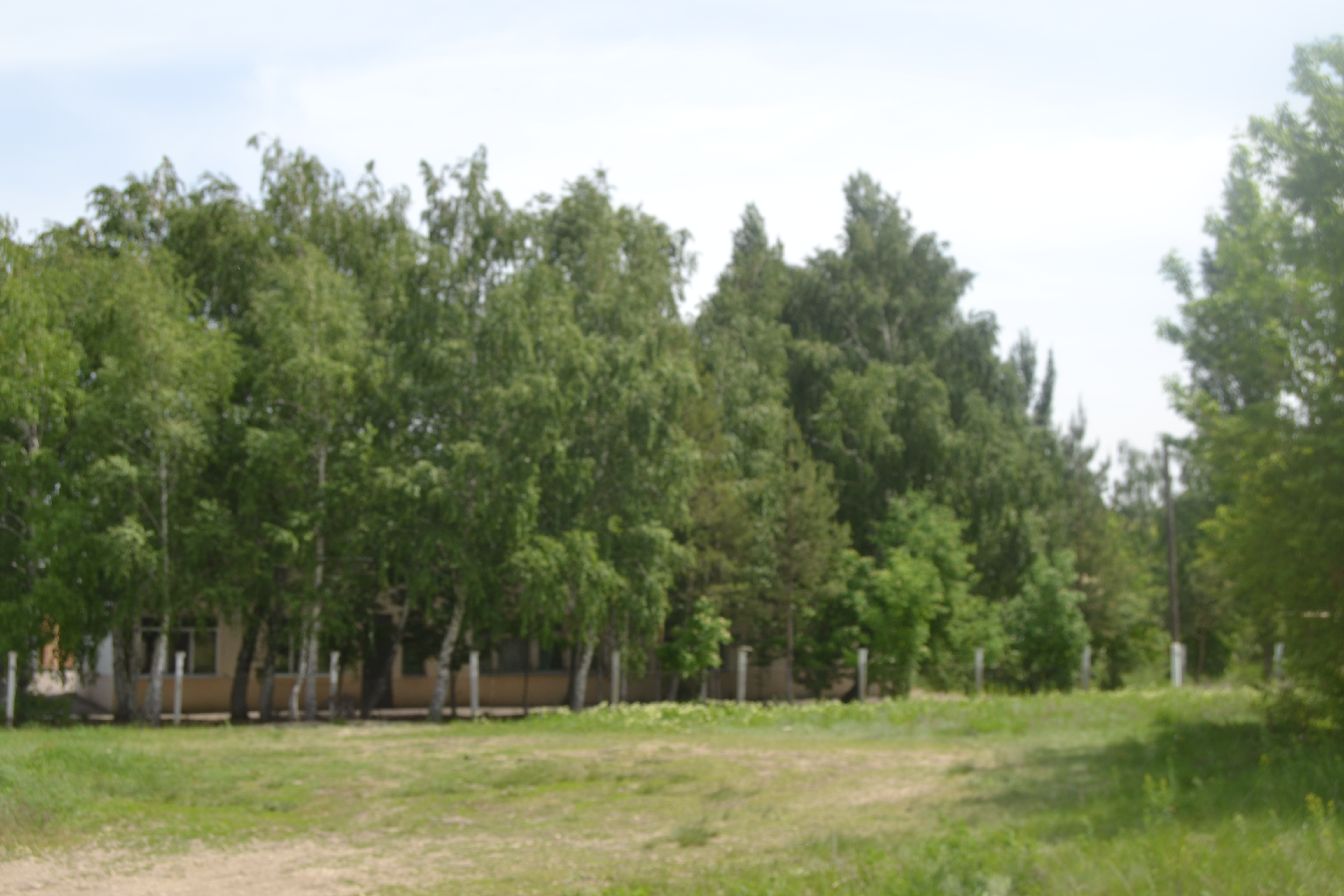
Школьный парк